# Adolphe Orain
Adolphe Pierre Julien Orain, né le 19 avril 1834 à Bain-de-Bretagne (Ille-et-Vilaine) où il est mort le 27 avril 1918, est un historien et folkloriste français, considéré avec Paul Sébillot comme l'un des meilleurs folkloristes bretons.

## Biographie
Adolphe Orain est le fils de Jean Baptiste Orain, tanneur, et de Véronique Delaunay.
Il entre à la préfecture d'Ille-et-Vilaine, le 12 juillet 1854 où il restera pendant trente-cinq ans. Il devient chef de la troisième division (Finances), le 1er décembre 1877.
Il est élu, maire de sa ville natale, à la fin de sa vie.
Il recueille tout au long de sa vie les contes et les chansons, les us et coutumes de la Haute-Bretagne et plus particulièrement de l'Ille-et-Vilaine. Il mène également des travaux linguistiques sur le gallo. Il collabore à de nombreuses revues telles que l’Hermine, la Revue Illustrée de Bretagne et d’Anjou, la Revue des traditions populaires et les Annales de Bretagne. Il est le directeur du quotidien publié à Rennes, La Dépêche bretonne.
Il est nommé chevalier de la Légion d'honneur, le 29 décembre 1886.
Sa tombe se trouve au cimetière du Nord (section 8, rang 9, tombe 31), à Rennes.

## Choix de publications
- Les Filles de la Nuit, 1866
- Guide du voyageur dans Rennes et ses environs, Rennes, Librairie-Papeterie Générale de l'Ouest, 1866 Texte en ligne
- Le Nid, Paris, Librairie de L. Hachette & Cie, 1868. Préface par Hippolyte Lucas
- Géographie pittoresque du département d'Ille-et-Vilaine - Histoire et Curiosités des 357 communes - Personnages célèbres, Littérateurs, Poètes, Artistes, etc. - Agriculture, Commerce, Industrie, Rennes, Imprimerie Alph. le Roy fils, 1882. Préface par Alphonse Vétault, illustrations d'après Théophile Busnel, Henri Saintin, Tancrède Abraham, Albert Philippon, Édouard Vaumort et H. Arondel, 13 planches et cartes hors-texte, une grande carte dépliante
- Glossaire patois du département d'Ille-et-Vilaine, suivi de chansons populaires avec musique, 1886. Préface par François-Marie Luzel
- Au Pays de Rennes, Rennes, Hyacinthe Caillière, 1892. Préface par Louis Tiercelin
- Folk-lore de l'Ille-et-Vilaine : de la vie à la mort, 2 vol. (Les littératures populaires de toutes les nations 33-34), Paris, Maisonneuve & Larose, 1897-1898 Texte en ligne
- Contes de l'Ille-et-Vilaine : I- Cycle mythologique. II- Cycle chrétien. III- Les contes facétieux. IV- Le monde fantastique, Paris, J. Maisonneuve, 1901[5],[6].
- Chansons de la Haute-Bretagne, Rennes, Hyacinthe Caillière, 1902
- Contes du pays gallo : I. Cycle mythologique. II. Cycle chrétien. III. Contes facétieux. IV. Contes de voleurs. V. Le monde fantastique, Paris, Champion, 1904[7].
- Rennes et ses Environs - Guide illustré, Rennes, L. Bahon-Rault, 1904
- Bain, son histoire, Rennes, Imprimerie de F. Simon, 1905
- Rennes, capitale de la Bretagne. Guide du touriste. Revu et complété par Ernest Rivière, Rennes, L. Bahon-Rault, 1925

### Éditions modernes
- Folk-lore de l'Ille-et-Vilaine : de la vie à la mort, 2 vol., G.-P. Maisonneuve et Larose, Paris, 1968
- La Chouannerie en pays Gallo. Mes souvenirs, textes inédits, Armor-Éditeur, Rennes, 1977
- Contes du pays gallo : I. Cycle mythologique. II. Cycle chrétien. III. Contes facétieux. IV. Contes de voleurs. V. Le monde fantastique, Lafitte, Marseille, 1980
- Glossaire patois du département d'Ille-et-Vilaine suivi de Chansons populaires avec musique, Yves Salmon, Janzé, 1980,  (ISBN 978-2-910452-00-1)
- Géographie pittoresque du département d'Ille-et-Vilaine, Lafitte, Marseille, 1982,  (ISBN 978-2-7348-0025-5)
- Contes du pays gallo, Yves Salmon, Janzé, 1990,  (ISBN 978-2-903414-56-6)
- Géographie pittoresque du département d'Ille-et-Vilaine, La Tour Gile, Peronnas, 1993,  (ISBN 978-2-87802-112-7)
- Glossaire patois du département d'Ille-et-Vilaine, La Découvrance, La Rochelle, 1994
- Au Pays de Rennes. La ville et les cantons environnants à la fin du siècle dernier, FB Éditions, 2015,  (ISBN 978-1-5086-9958-3).
- Chansons de Bretagne, Ouest-France, 1999,  (ISBN 978-2-7373-2591-5)
- Trésor des contes du pays Gallo, Terre de brume, Rennes, 2000,  (ISBN 978-2-84362-084-3)
- La vie quotidienne de la Haute-Bretagne. De la vie à la mort, Club 35, Sables-d'Or-les-Pins, 2000
- Coutumes et usages d'Ille-et-Vilaine, La Découvrance, La Rochelle, 2007  (ISBN 2-84265-541-9)
- Croyances et superstitions d'Ille-et-Vilaine, La Découvrance, La Rochelle, 2007,  (ISBN 978-2-84265-506-8)
- Guide illustré de Rennes, capitale de la Bretagne. Nouvelle édition, revue et augmentée, Le Livre d'histoire, Autremencourt, 2010,  (ISBN 978-2-7586-0418-1)
- Le petit mineur de la mine argentifère de Pont-Péan, un conte de l'Ille-et-Vilaine, Illustrations de Frédéric Tictic, En Voiture Jeunesse,  (ISBN 978-2-9526150-0-6)
- Mes souvenirs, Culturea, 2022, 88 p., 148 x 210 mm (ISBN 978-2385083304, présentation en ligne).